# Frank Van Den Abeele
Frank Van Den Abeele (Aalst, 3 de gener de 1966) va ser un ciclista belga, que fou professional entre 1988 i 1997. De la seva carrera esportiva destaca el Gran Premi de Frankfurt de 1992.

## Palmarès
- 1987
  - Vencedor d'una etapa del Tour de l'Hainaut Occidental
- 1991
  - 1r al Gran Premi de Valònia
  - 1r al Circuit des frontières
  - Vencedor d'una etapa del Tour de l'Hainaut Occidental
- 1992
  - 1r al Gran Premi de Frankfurt
- 1993
  - 1r al Circuit Mandel-Lys-Escaut
- 1996
  - Vencedor d'una etapa del Ruban Granitier Breton

### Resultats al Tour de França
- 1991. 90è de la classificació general

### Resultats al Giro d'Itàlia
- 1995. 121è de la classificació general